# Unión Deportiva Aretxabaleta

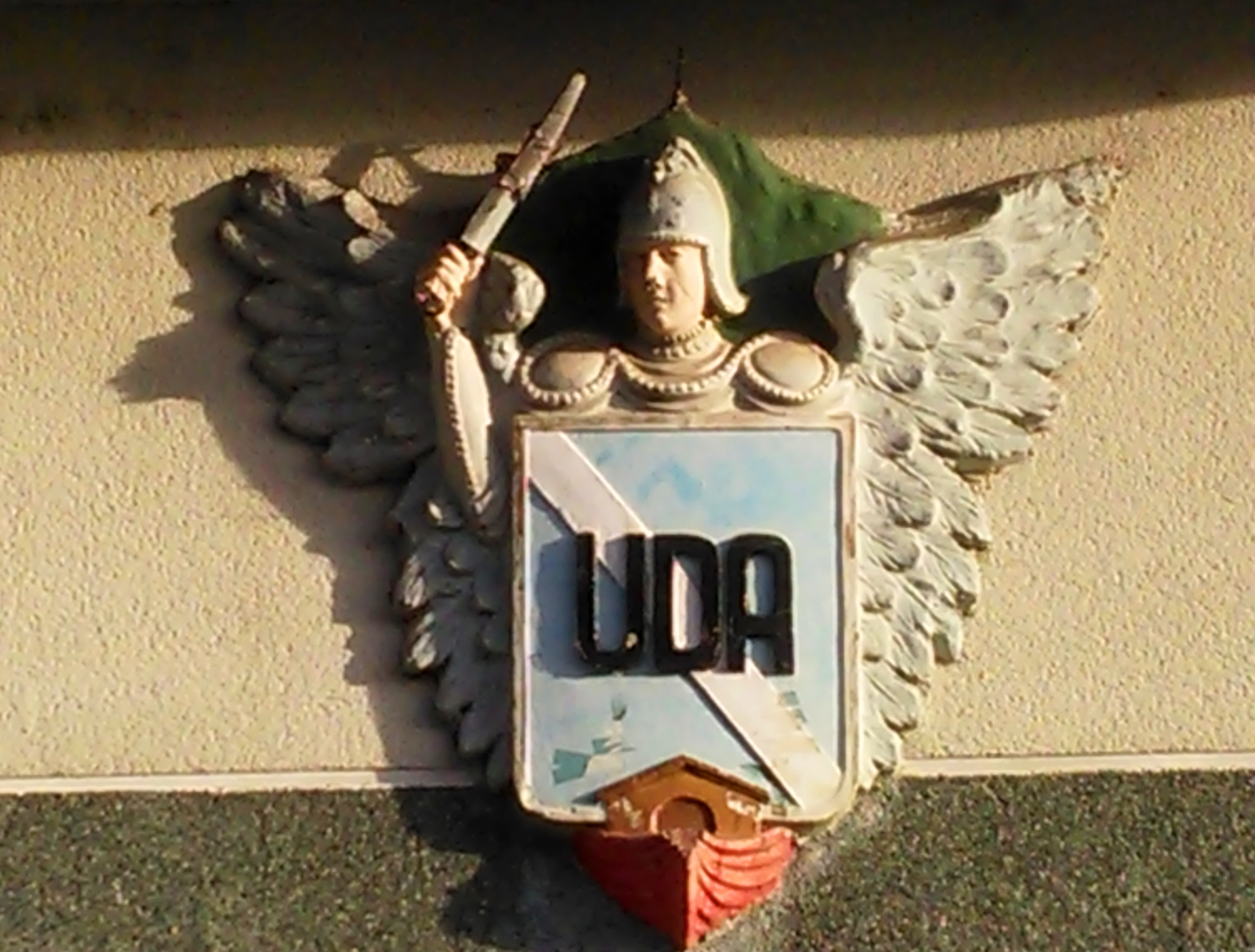
L'Unión Deportiva Aretxabaleta

L'Unión Deportiva Aretxabaleta (o Aretxabaleta Kirol Elkartea in euskera), chiamato comunemente Aretxabaleta, è una società calcistica con sede nell'omonimo paese nei Paesi Baschi, in Spagna.
Gioca nella División de Honor, la sesta serie del campionato spagnolo.

## Tornei nazionali
- 2ª División: 0 stagioni
- 2ª División B: 0 stagioni
- 3ª División: 6 stagioni

## Stagioni
| Stagione    | Categoria     | Posizione |
| ----------- | ------------- | --------- |
| dal 1946-47 | Cat.regionali | —         |
| al 1971-72  | Cat.regionali | —         |
| 1972/73     | 3ª            | 15°       |
| dal 1973-74 | Cat.regionali | —         |
| al 1982-83  | Cat.regionali | —         |
| 1983/84     | 3ª            | 17°       |
| 1984/85     | Cat.regionali | —         |
| 1985/86     | Cat.regionali | —         |
| 1986/87     | 3ª            | 10°       |

| Stagione    | Categoria       | Posizione |
| ----------- | --------------- | --------- |
| 1987/88     | 3ª              | 20°       |
| dal 1988-89 | Cat.regionali   | —         |
| al 2005-06  | Cat.regionali   | —         |
| 2006/07     | Reg. Preferente | 4°        |
| 2007/08     | Reg. Preferente | 6°        |
| 2008/09     | Reg. Preferente | 1°        |
| 2009/10     | 3ª              | 18°       |
| 2010/11     | Reg. Preferente | -         |